# Pesi superwelter
I pesi superwelter (noti anche come medi junior o medi leggeri) sono una categoria di peso del pugilato.

## Limiti di peso
Nel pugilato moderno il peso dei contendenti non deve superare:
- professionisti: 154 libbre (69,85 kg)

## Campioni professionisti

### Uomini
Dati aggiornati al 14 aprile 2023. Fonte: BoxRec.
| Federazione | Dal | Campione                   | Record         | Difese | Prossima difesa | Sfidante (record)              |
| ----------- | --- | -------------------------- | -------------- | ------ | --------------- | ------------------------------ |
| WBA         | 26 settembre 2020 | Jermell Charlo (Super)     | 35-1-1 (19 KO) | 2      | da definire     | Tim Tszyu (22-0-0; 16 KO)      |
| WBC         | 21 dicembre 2019 | Jermell Charlo             | 35-1-1 (19 KO) | 3      | da definire     | Tim Tszyu (22-0-0; 16 KO)      |
| WBC         | 8 aprile 2023 | Brian Mendoza (ad interim) | 22-2-0 (16 KO) | 0      |                 |                                |
| WBC         | - L'8 aprile 2023 Brian Mendoza ha battuto per KO alla 7ª ripresa Sebastian Fundora, strappandogli il titolo WBC ad interim messo in palio in attesa del ritorno dall'infortunio di Jermell Charlo. |                            |                |        |                 |                                |
| WBO         | 14 maggio 2022 | Jermell Charlo             | 35-1-1 (19 KO) | 0      | da definire     | Tim Tszyu (22-0-0; 16 KO)      |
| WBO         | 12 marzo 2023 | Tim Tszyu (ad interim)     | 22-0-0 (16 KO) | 0      | da definire     | Jermell Charlo (35-1-1; 19 KO) |
| WBO         | Il 12 marzo 2023 Tszyu ha battuto l'americano Tony Harrison con un KO durante la 9ª ripresa, ottenendo il titolo WBO ad interim e mantenendo in tal modo il diritto di sfidare il campione indiscusso di categoria, Jermell Charlo. Quest'ultimo si sta riprendendo da una frattura alla mano procuratasi in preparazione di quella che doveva essere la sua difesa dei titoli di categoria proprio con Tim Tszyu, costringendo in tal modo la WBO a mettere in palio un titolo ad interim. Il 4 aprile 2023 è stato reso noto un nuovo rinvio della sfida tra Charlo e Tszyu, dato che il campione statunitense ha ancora bisogno di tempo per riprendersi dalla frattura alla mano sinistra. |                            |                |        |                 |                                |
| IBF         | 26 settembre 2020 | Jermell Charlo             | 35-1-1 (19 KO) | 2      | da definire     | Tim Tszyu (22-0-0; 16 KO)      |

### Donne
Dati aggiornati al 1 maggio 2023. Fonte: BoxRec.
| Federazione | Dal | Campione      | Record        | Difese | Prossima difesa | Sfidante (record)               |
| ----------- | --- | ------------- | ------------- | ------ | --------------- | ------------------------------- |
| WBA         | 24 settembre 2022 | Terri Harper  | 13-1-1 (6 KO) | 0      | 20 maggio 2023  | Cecilia Braekhus (37-2-0; 9 KO) |
| WBA         | - Terry Harper difenderà il suo titolo WBA (nonché anche il titolo IBO) superwelter contro la norvegese Cecilia Braekhus il 20 maggio 2023, presso la 3Arena di Dublino. Terry Harper difenderà la sua corona di campionessa conquistata nel settembre 2022 battendo la scozzese Hannah Rankin. La norvegese Braekhus tenterà di diventare campionessa in una seconda categoria di peso, dopo aver ottenuto il titolo WBC e WBA nei pesi welter per ben 11 anni (2009-2020), oltre ad aver ottenuto il titolo IBF nel 2014; il suo lunghissimo "regno" si è concluso nell'agosto 2020 dopo essere stata battuta da Jessica McCaskill. |               |               |        |                 |                                 |
| WBC         | 27 novembre 2021 | Natasha Jonas | 13-2-1 (8 KO) | 1      | 17 giugno 2023  |                                 |
| WBC         | - Il 28 aprile 2023 è stato reso noto che Natasha Jones metterà in palio i suoi titoli WBC, WBO e IBF il 17 giugno 2023. Il nome della sfidante deve essere ancora reso noto. |               |               |        |                 |                                 |
| WBO         | 19 febbraio 2022 | Natasha Jonas | 11-2-1 (8 KO) | 2      | 17 giugno 2023  |                                 |
| WBO         | - Il 28 aprile 2023 è stato reso noto che Natasha Jones metterà in palio i suoi titoli WBC, WBO e IBF il 17 giugno 2023. Il nome della sfidante deve essere ancora reso noto. |               |               |        |                 |                                 |
| IBF         | 12 novembre 2022 | Natasha Jonas | 11-2-1 (8 KO) | 0      | 17 giugno 2023  |                                 |
| IBF         | - Il 28 aprile 2023 è stato reso noto che Natasha Jones metterà in palio i suoi titoli WBC, WBO e IBF il 17 giugno 2023. Il nome della sfidante deve essere ancora reso noto. |               |               |        |                 |                                 |

## Professionisti
Alcuni tra i migliori rappresentanti della categoria sono stati:
- Manny Pacquiao
- Floyd Mayweather
- Wilfred Benítez
- Nino Benvenuti
- Carmelo Bossi
- Roberto Durán
- Thomas Hearns
- Ki-Soo Kim
- Freddie Little
- Alessandro Mazzinghi
- Gianfranco Rosi
- Sugar Ray Leonard